# Извержение вкуса
«Извержение вкуса» или «Для гурманов» (англ. Flux Gourmet) — художественный фильм британского режиссёра Питера Стриклэнда в жанре сатирической комедии, с элементами хоррора. Главные роли в нём сыграли Фатма Мохамед, Гвендолин Кристи, Ариана Лабед. Премьера состоялась в феврале 2022 года на 72-м Берлинском кинофестивале, фильм получил противоречивые отзывы критиков.

## Сюжет
Действие фильма происходит в арт-резиденции, где на месяц поселили группу нойз-музыкантов, извлекающих и обрабатывающих звуки из процесса приготовления еды (режиссёр организовал подобную группу, Sonic Catering Band, в 1990-х годах и выпустил несколько альбомов). Освещать творческий процесс должен поселившийся там же писатель, но у него начинается несварение желудка.

## В ролях
| Актёр              | Роль                  |
| ------------------ | --------------------- |
| Фатма Мохамед      | Эль ди Эль            |
| Гвендолин Кристи   | Ян Стивенс            |
| Ариана Лабед       | Ламина Проприа        |
| Лео Билл           | Технический ассистент |
| Ричард Бреммер     | Доктор Глок           |
| Эйса Баттерфилд    | Билли Рубин           |
| Макис Пападимитриу | Стоунс                |

## Релиз и оценки
Премьерный показ фильма состоялся в феврале 2022 года на 72-м Берлинском кинофестивале. На сайте-агрегаторе отзывов Rotten Tomatoes «Извержение вкуса» получило рейтинг 85 % со средней оценкой 7,1 из 10. Рецензенты с этого ресурса отметили, что зрители, настроенные на нужную волну, «найдут эту сатиру с примесью ужасов пикантной». На сайте Metacritic фильм получил 79 баллов из 100, что указывает на «в целом положительные отзывы».
Алексей Филиппов из «Искусство кино» отметил «хулиганское обаяние» «Извержения вкуса», заметив отсылки к венскому акционизму, теории Жоржа Батая и картинам Пьера Паоло Пазолинни. Егор Москвитин из «Афиши» отнёс фильм к трэш-кинематографу, но подчеркнул, что, несмотря на неприятную физиологичность, ему нельзя отказать в красоте. И созвучно другому рецензенту, Ярославу Забалуеву из Lenta.ru, пришёл к выводу, что любовь к творчеству Стриклэнда одно из важных условий для интереса к фильму.
Пэт Браун (Slant Magazine) оценил картину на 2,5 звезды из 4, отметив, что «игривая насмешка Стрикленда над искусством перформанса и чрезмерно серьезными „коллективами“» кажется временами «чересчур безвкусной». Дэвид Эрлих из IndieWire поставил фильму на 4+, охарактеризовав его как «роскошную трапезу из общественных приличий, странный кинематографический деликатес о неудобствах, которые нужно разделить, чтобы не доставлять их другим». Мэтью Джозеф Дженнер из Международного общества киноманов поставил «Извержению вкусов» 4,5 звезды из 5, написав об «абсолютном триумфе» режиссёра.
Питер Дебрюж из Variety написал негативную рецензию. По его словам, «Извержение вкуса» «вполне может заставить зрителей побежать в туалет или потянуться за пакетом для блевотины». Лесли Фелперин из The Hollywood Reporter отметил самобытность режиссёрского стиля, затягивающего зрителя «в безумный водоворот причуд». Питер Брэдшоу из The Guardian оценил фильм на 3 звезды из 5, Анна Смит из Deadline Hollywood назвала его «восхитительной драмой…, которая уравновешивает забавное сюрреалистическое с неприятно реальным — и это дикая и остроумная игра».